# یزدآباد (کاشان)
یزدآباد (کاشان)، روستایی از توابع بخش مرکزی شهرستان کاشان در استان اصفهان ایران است.

## جمعیت
این روستا در دهستان کوهپایه قرار دارد و براساس سرشماری مرکز آمار ایران در سال ۱۳۸۵، جمعیت آن ۱۶۵ نفر (۴۱خانوار) بوده‌است.